# Coprinellus hiascens
Coprinellus hiascens es una especie de hongo en la familia Psathyrellaceae. Fue descrito por primera vez en 1821 como  Agaricus hiascens por el micólogo Elias Magnus Fries, posteriormente fue transferido al género Coprinellus en 2001.